# Maitland (Missouri)
Maitland – miasto w Stanach Zjednoczonych, w stanie Missouri, w hrabstwie Holt.